# Mathias Wargon
Pour les articles homonymes, voir Wargon.
Mathias Wargon, né le 3 mai 1966 à Paris, est chef de service des urgences et du SMUR du centre hospitalier Delafontaine, en Seine-Saint-Denis. Il devient une personnalité médiatique auprès du grand public durant la pandémie de Covid-19.

## Biographie

### Origines
Mathias Wargon naît le 3 mai 1966 à Paris. Il est le fils de Suzanne et Maurice Wargon, marchands de journaux, dont il dit « qu'ils n'avaient pas le bac », enfants d’immigrés juifs polonais arrivés en France dans les années 1930. Il grandit à Bondy puis dans le quartier du Sentier à Paris.
Son grand-père meurt en déportation. La Shoah devient un sujet omniprésent au sein de sa famille et son éducation,.

### Formation et parcours professionnel
Après des études de médecine à l’université Descartes et l’hôpital Necker (1985-1994), il se spécialise dans la médecine d’urgence. Il soutient en 2010 à l'université Pierre-et-Marie-Curie une thèse de doctorat scientifique intitulée « Gestion des flux par les services d'urgence modélisation, prédiction et applications pratiques ».
Il devient chef du service des urgences à l'hôpital Delafontaine, à Saint-Denis.
En 2019, une mission de l’Observatoire régional des urgences et des soins non-programmés (ORUSNP) lui est confiée par l'ARS Île-de-France, en collaboration avec le Dr Yves Lambert. Lors de la parution de son livre Hôpital : un chef-d’œuvre en péril, le Dr Wargon défend une gestion des ressources humaines selon le concept de l’efficience en déclarant « s’organiser autrement, de façon à avoir suffisamment de personnel pour faire bien ».
Il est l'auteur chez Robert Laffont d'un essai sur l'état et le futur de l’hôpital et du soin en France, Hôpital : un chef-d’œuvre en péril, sorti au printemps 2022,,,.

## Prises de position

### Homéopathie
En 2018, Mathias Wargon conteste publiquement l'homéopathie et son remboursement en signant une tribune émise par Mathieu Van Dessel, médecin généraliste à Clichy (Hauts-de-Seine) et trésorier du collectif de médecins FakeMed,. En 2020, il est sanctionné par un blâme pour « non-confraternité », tandis que Mathieu Van Dessel se voit infliger la sanction rare d'une suspension d'exercice de trois mois avec sursis. Selon la chambre disciplinaire de l'Ordre des médecins d'Île-de-France, la tribune contre l'homéopathie et d'autres « médecines alternatives » justifie sa décision, précisant que « par la forme excessive qu'elle a adoptée, [la tribune] témoigne de la violation du devoir de confraternité et est de nature à déconsidérer la profession ». Le Dr Charles Bentz, président du syndicat national des médecins homéopathes français (SNMHF) et principal plaignant, se félicite de la décision, qui confirme selon lui « que ses confrères n’ont pas respecté le code de bonne entente entre médecins [...]. Tous nos patients sont vent debout, ils ne comprennent pas cette chasse aux sorcières contre l’homéopathie ». À l’issue de cette sanction, Mathias Wargon déclare : « Cette décision me révolte [...]. C’est une tache indélébile sur mon dossier et un bâillon pour nous empêcher de dire du mal de l’homéopathie ». 

### Covid-19 et opposition à FranceSoir
Il est un utilisateur particulièrement actif sur le réseau social Twitter concernant les débats sur l’hydroxychloroquine, en publiant des travaux de recherche et parfois en insultant ses contradicteurs. Selon Enrique Casalino, professeur à l’hôpital Bichat, « c’est quelqu’un de brillant, qui a des idées affirmées. Alors, quand il trouve le positionnement des gens médiocre, il va au clash ». Sur Twitter, repris par Libération, il regrette les applaudissements des soignants à 20 heures, jugeant qu'ils les transforment selon lui en « victimes sacrificielles ». En 2022, il s’oppose à la réintégration des soignants non-vaccinés dans les services de soin en déclarant : « C’est pas ces gens-là dont on a besoin »,. En décembre 2022, il regrette un relâchement de la prévention contre une possible 9e vague de Covid-19 en France.
En réponse à un article très virulent de FranceSoir le 22 août 2021, Mathias Wargon dénonce les dérives de ce blog sur BFM TV le 2 septembre 2021. Xavier Azalbert, patron de FranceSoir, porte plainte contre le médecin et contre la chaîne. Le procès se tient le 13 avril 2023 dans l'après-midi, à la 17e chambre du palais de justice de Paris,,. Xavier Azalbert réclame 15 000 euros à Mathias Wargon. Celui-ci attaque la société NextInteractive et son directeur Arthur Dreyfuss, pour avoir mis en ligne le replay de l’émission contenant les propos contestés. Mathias Wargon est relaxé le 16 juin 2023.

### Autres prises de position
Il s'oppose à l'antisémitisme et à la désinformation, qu'il appelle aussi le « terrorisme de la bêtise ».
En novembre 2023, il s'exprime publiquement contre la possible suppression de l'Aide médicale d’État dans le cadre du projet de loi sur l'immigration, insistant sur le fait que la prise en charge plus tardive des malades dans des états plus graves risque d’aggraver la saturation des services d'urgence.

## Activités de recherche
En tant qu’auteur principal, ses travaux de recherche portent principalement sur les modèles de prédiction dans un contexte applicatif de médecine d’urgence.

## Vie privée
En 1994, Mathias Wargon se marie avec Emmanuelle Stoléru, rencontrée durant leurs études universitaires. Le couple a trois enfants, nés entre 1998 et 2004.   

## Publications scientifiques
- M. Wargon, B. Guidet, T.-D. Hoang et al., « Une revue systématique des modèles de prévision du nombre de visites aux urgences », Revue de médecine d'urgence, vol. 26,‎ 2009, p. 395-399.
- (en) M. Wargon, D. Laude, A. Girard et J. L. Elghozi, « Acute effects of bisoprolol on respiratory sinus arrhythmia », Fundam Clin Pharmacol, vol. 12, no 4,‎ 1998, p. 451‑6
- (en) M. Wargon, E. Casalino et B. Guidet, « From model to forecasting: a multicenter study in emergency departments », Academic emergency medicine: official journal of the Society for Academic Emergency Medicine, vol. 17, no 9,‎ 2010, p. 970‑978 (DOI 10.1111/j.1553-2712.2010.00847.x)
- M. Wargon, « GHT et pratiques médicales », Gestions Hospitalières, no 559,‎ octobre 2016 (lire en ligne, consulté le 20 février 2024)
- (en) M. Wargon, D. Brun-Ney, L. Beaujouan et E Casalino, « No more winter crisis? Forecasting daily bed requirements for emergency department admissions to hospital », Eur J Emerg Med,‎ 2017 (DOI 10.1097/MEJ.0000000000000451)